# The Axis of Awesome
The Axis of Awesome was een komische band uit Australië.
De leden van de band zijn Jordan Raskopoulos, Lee Naimo en Benny Davis. Het trio covert veel soorten muziek en treden op met een combinatie van origineel materiaal en parodies op bekende popmuziek.

## Geschiedenis
The Axis of Awesome is ontstaan in 2006. Hun naam is een woordgrap op de “axis of evil”, zoals gebruikt door de president van de Verenigde Staten George W. Bush om landen die het terrorisme zouden steunen aan te geven.
De drie waren erg betrokken bij het improvisatietheater van de universiteit in Sydney, maar ze wilden wat anders. De band speelde bij een paar stand-upcomedynachten en improvisatiegelegenheden in Sydney en traden op in een twee weken durend programma op FBi Radio, maar hun eerste doorbraak kregen ze toen ze een in aantal rapparodieën de Australische federale verkiezingen in 2007 bespotten.
De band had daarna veel succes op het Melbourne International Comedy Festival en bij televisie- en radio-optredens.
Met hun show The Axis of Awesome Comeback Spectacular wonnen ze een Moosehead Award op het Melbourne International Comedy Festival in 2008. Ze mochten de show opvoeren op Edinburgh Fringe in 2008, waar ze zowel van critici als van het publiek gejuich ontvingen.
Na het festival in Edinburgh werd de song 4 Chords van The Axis of Awesome uitgezonden op BBC Radio 1. Deze medley bevatte 36 popliedjes die allemaal dezelfde akkoordenstructuur hebben. Na de uitzending zochten de luisteraars massaal naar 4 Chords, waardoor dit nummer een viral werd en miljoenen keren werd bekeken op YouTube. Dit resulteerde in veel belangstelling, zowel in Australië als daarbuiten. The Axis of Awesome trad vaak op met de song in veel radio- en televisieprogramma’s.